# Kerkwerve
Kerkwerve is een dorp in de gemeente Schouwen-Duiveland, in de Nederlandse provincie Zeeland, met 1.025 inwoners, per 1 januari 2023. Kerkwerve vormde tot 1961 een eigen gemeente en maakte daarna tot 1997 deel uit van de gemeente Middenschouwen.
Kerkwerve is vermoedelijk ontstaan omstreeks 1200 bij de bedijking van Schouwen. Kerkwerve is een ringdorp, met een centraal gelegen kerk. Deze kerk ligt op een terpachtige verhoging, ook wel werf of werve genoemd, vandaar de naam. De huidige protestantse kerk is gebouwd in 1900 als vervanging van de in 1899 gesloopte kerk, gewijd aan Pancratius.
In 1813 werden de gemeenten Rengerskerke en Zuidland en Nieuwerkerke bij Kerkwerve gevoegd.
Huis te Werve, een vierkante donjon met enkele aanbouwsels dat oostelijk van de kerk lag, is in het begin van de achttiende eeuw verdwenen. De laatst overgebleven Schouwse stolp, die bij Kerkwerve lag, is in 1956 afgebroken in verband met tijdens de watersnood van 1953 opgelopen schade. In de buurtschap Moriaanshoofd bij Kerkwerve staat de korenmolen De Zwaan.
Kerkwerve telt twee rijksmonumenten.
Het dorp grenst aan natuurgebied Plan Tureluur en heeft een weel, het restant van een dijkdoorbraak, met de naam Kakkersweel. De weel wordt beheerd door Staatsbosbeheer.

## Foto's

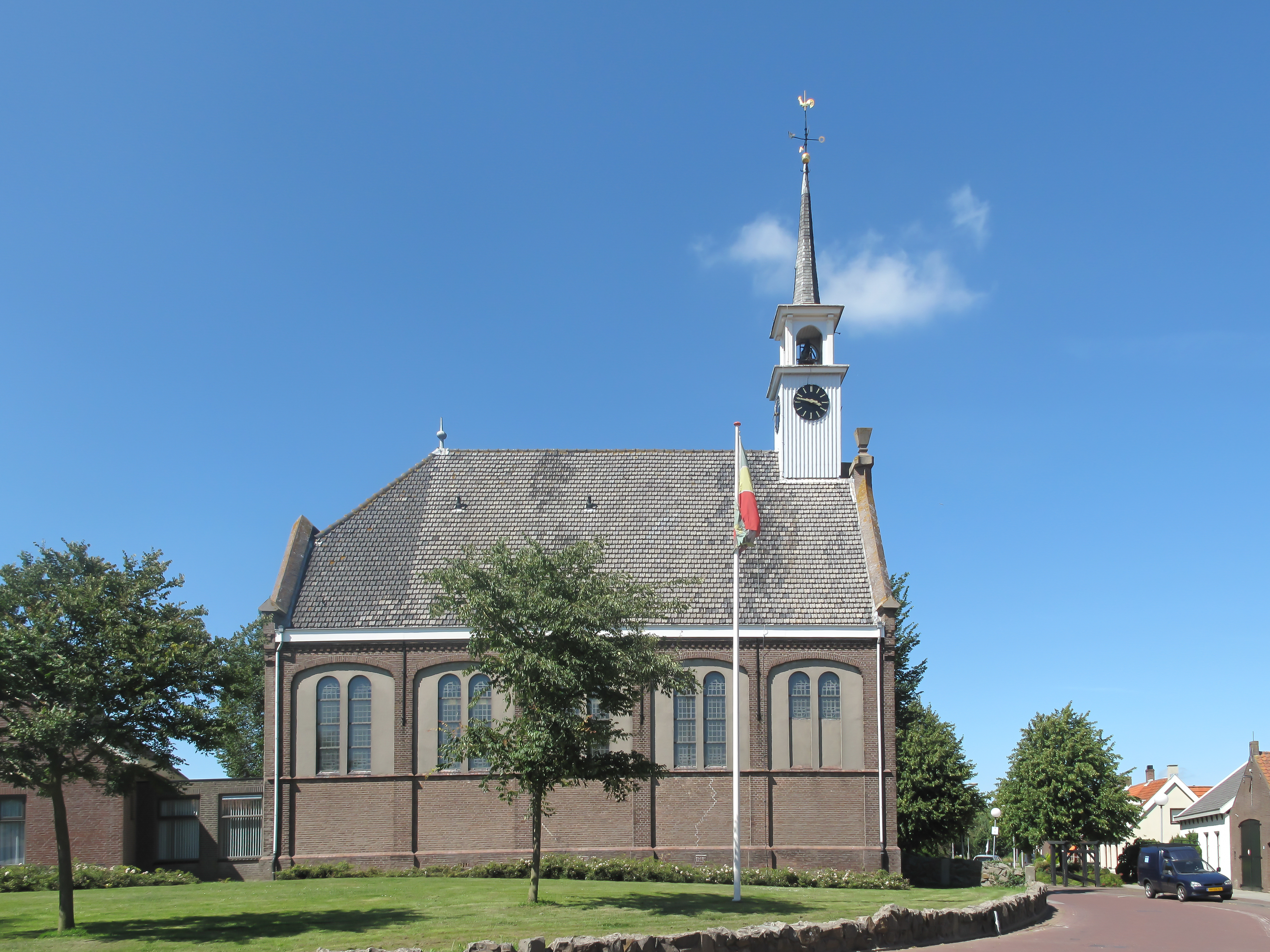
Kerkwerve, kerk
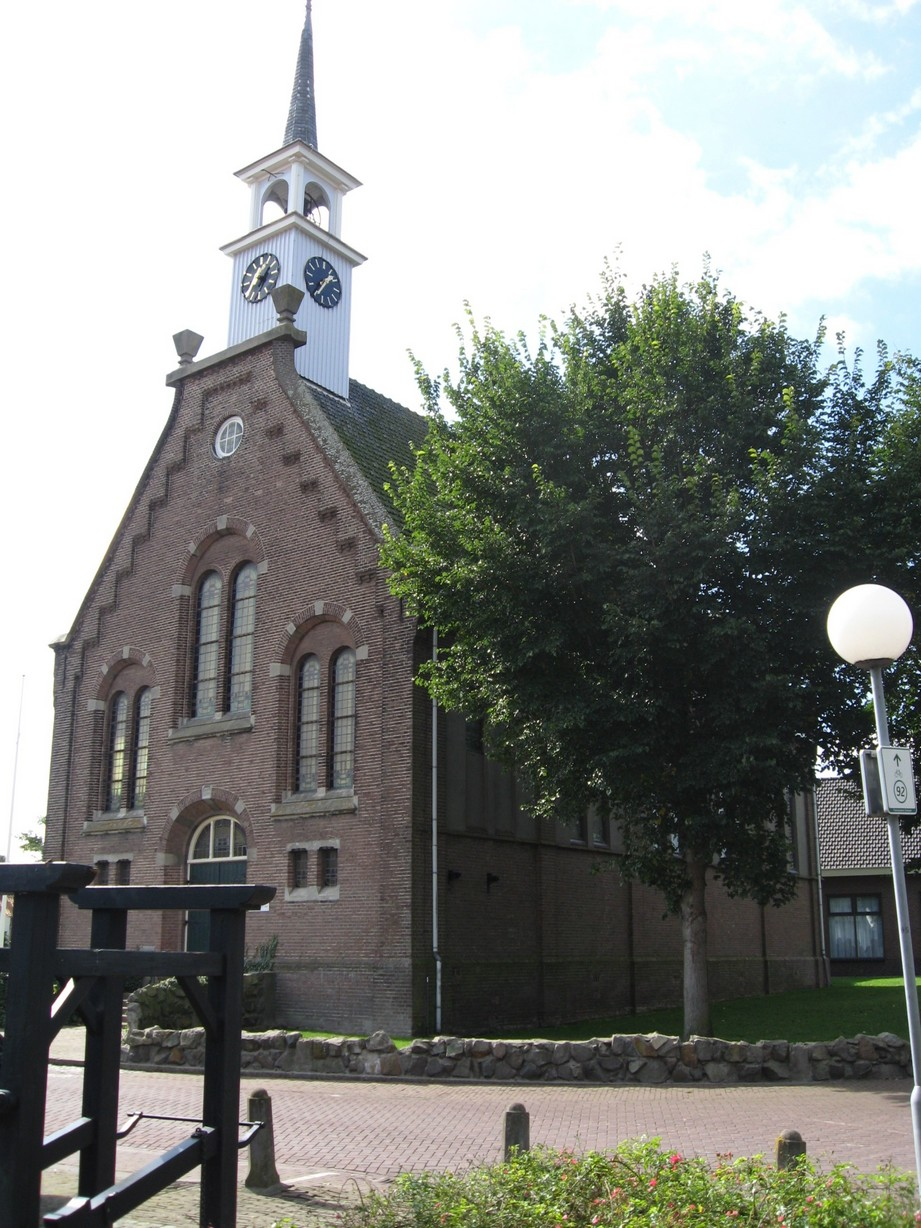
Kerkwerve, kerk en travalje
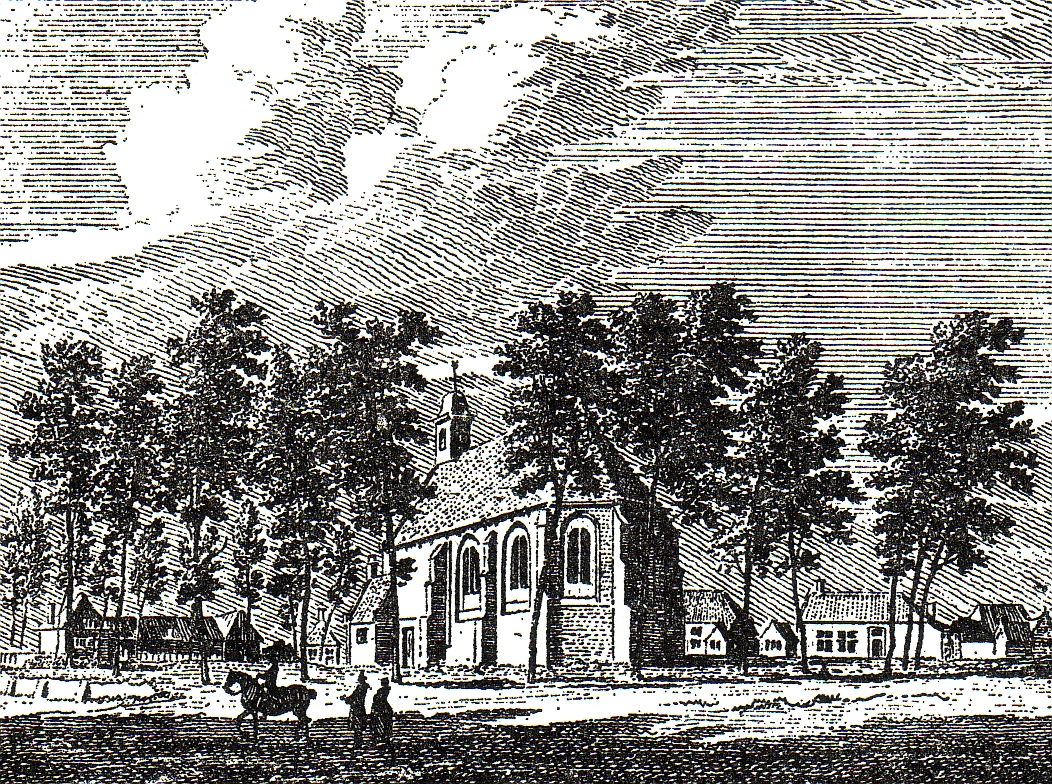
oude kerk 1745